# ریچارد هیث رومر
ریچارد هیث رومر (انگلیسی: Richard Rohmer؛ زادهٔ ۲۴ ژانویهٔ ۱۹۲۴) وکیل و فرمانده نظامی اهل کانادا است. وی همچنین برندهٔ جوایزی همچون نشان افسری کانادا و مدال صلیب پرواز ممتاز (بریتانیا) شده‌است.